# Anderson Roberto da Silva Luiz
Anderson Roberto da Silva Luiz (* 1. Februar 1978 in Apucarana) ist ein ehemaliger brasilianischer Fußballspieler.

## Karriere
Anderson begann seine Karriere 1997 bei SC Corinthians Alagoano. Danach spielte er beim portugiesischen Benfica Lissabon und FC Alverca. 1998 kehrte er nach Brasilien zurück und unterschrieb einen Vertrag bei SC Corinthians. Mit dem Verein wurde er 1998 brasilianischer Meister. 1999 wechselte er zu Náutico Capibaribe. Sommer 1999 wechselte er zum portugiesischen FC Alverca, bestritt 65 Erstligaspiele und schoss dabei 11 Tore. Am Ende der Primeira Liga 2001/02 stieg der Verein in die zweite Liga ab. Danach spielte er bei Benfica Lissabon, Moreirense FC und Moreirense FC. 2006 kehrte er nach Brasilien zurück und unterschrieb einen Vertrag bei Portuguesa. Von 2006 bis 2007 spielte er bei Londrina EC, AA Ponte Preta und Ituano FC. 2008 unterschrieb er einen Vertrag beim japanischen Consadole Sapporo. Von 2009 bis 2010 spielte er beim chinesischen Liaoning Hongyun und Shenyang Dongjin.